# Mesjid Peudaya
Mesjid Peudaya is een bestuurslaag in het regentschap Pidie van de provincie Atjeh, Indonesië. Mesjid Peudaya telt 232 inwoners (volkstelling 2010).